# موريتز شولتس
موريتز شولتس (بالألمانية: Moritz Schulz)‏ هو نحات ألماني، ولد في 4 نوفمبر 1825 في Głubczyce ‏ في بولندا، وتوفي في 17 ديسمبر 1904.

## معرض صور

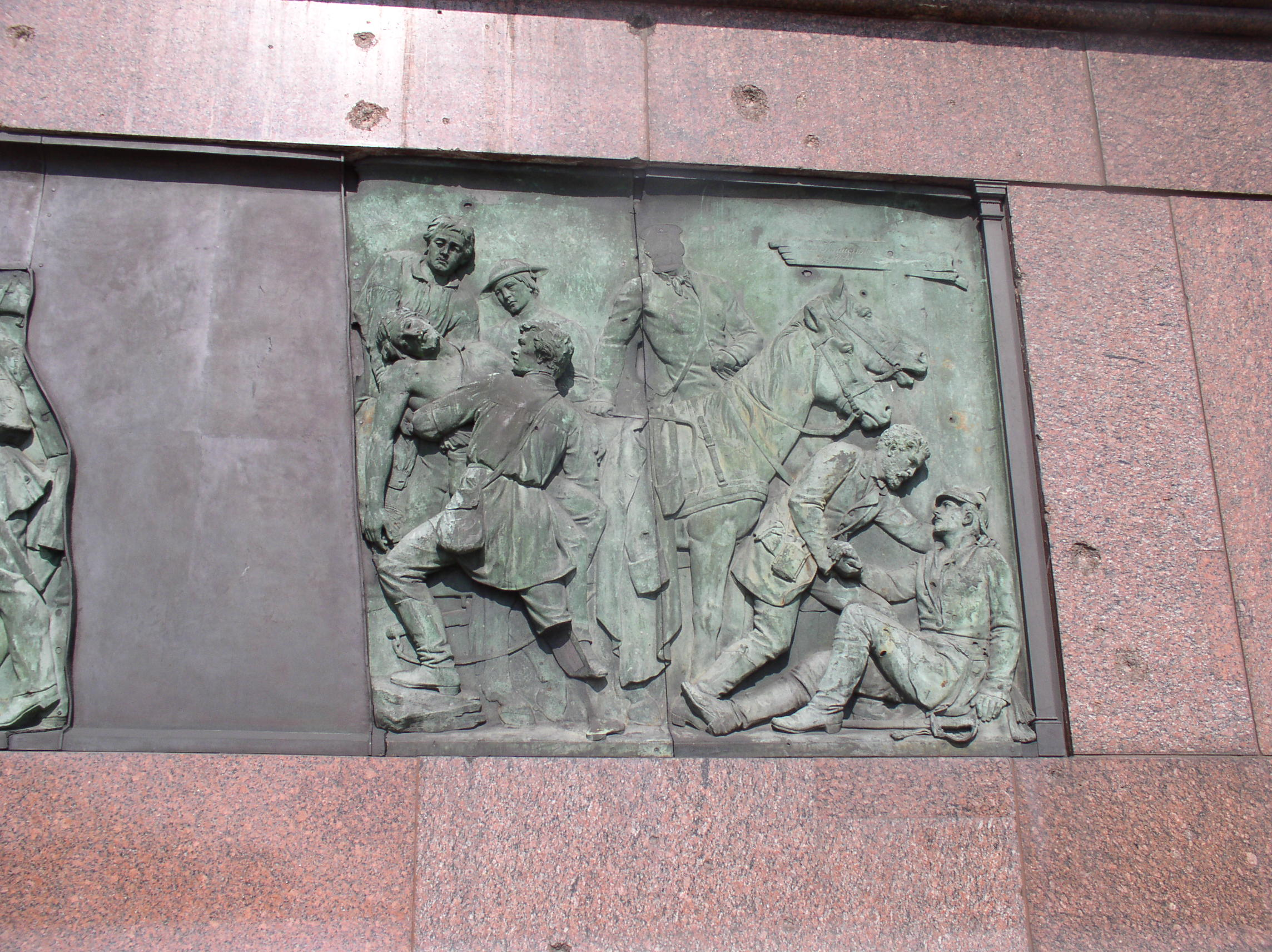
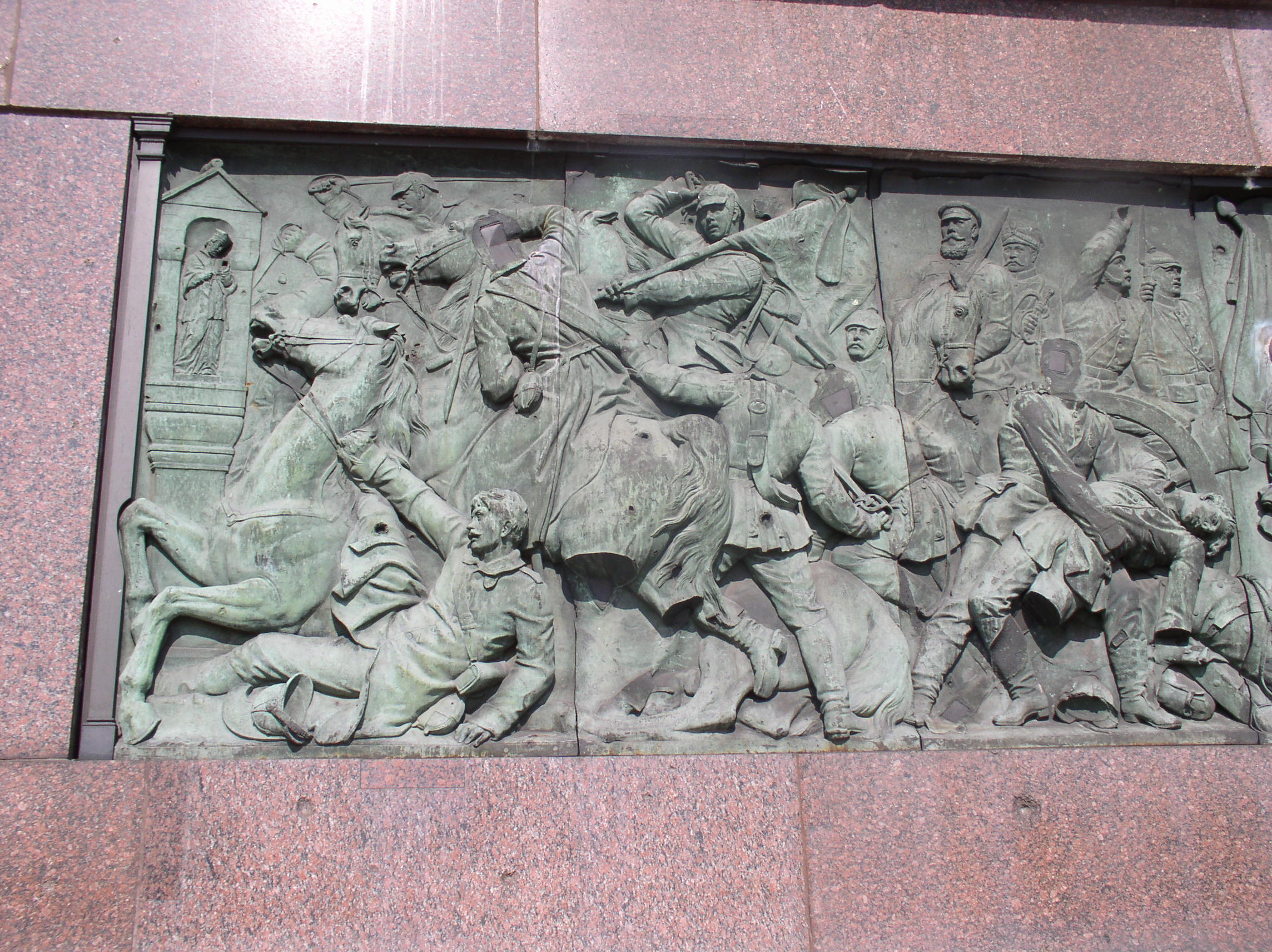
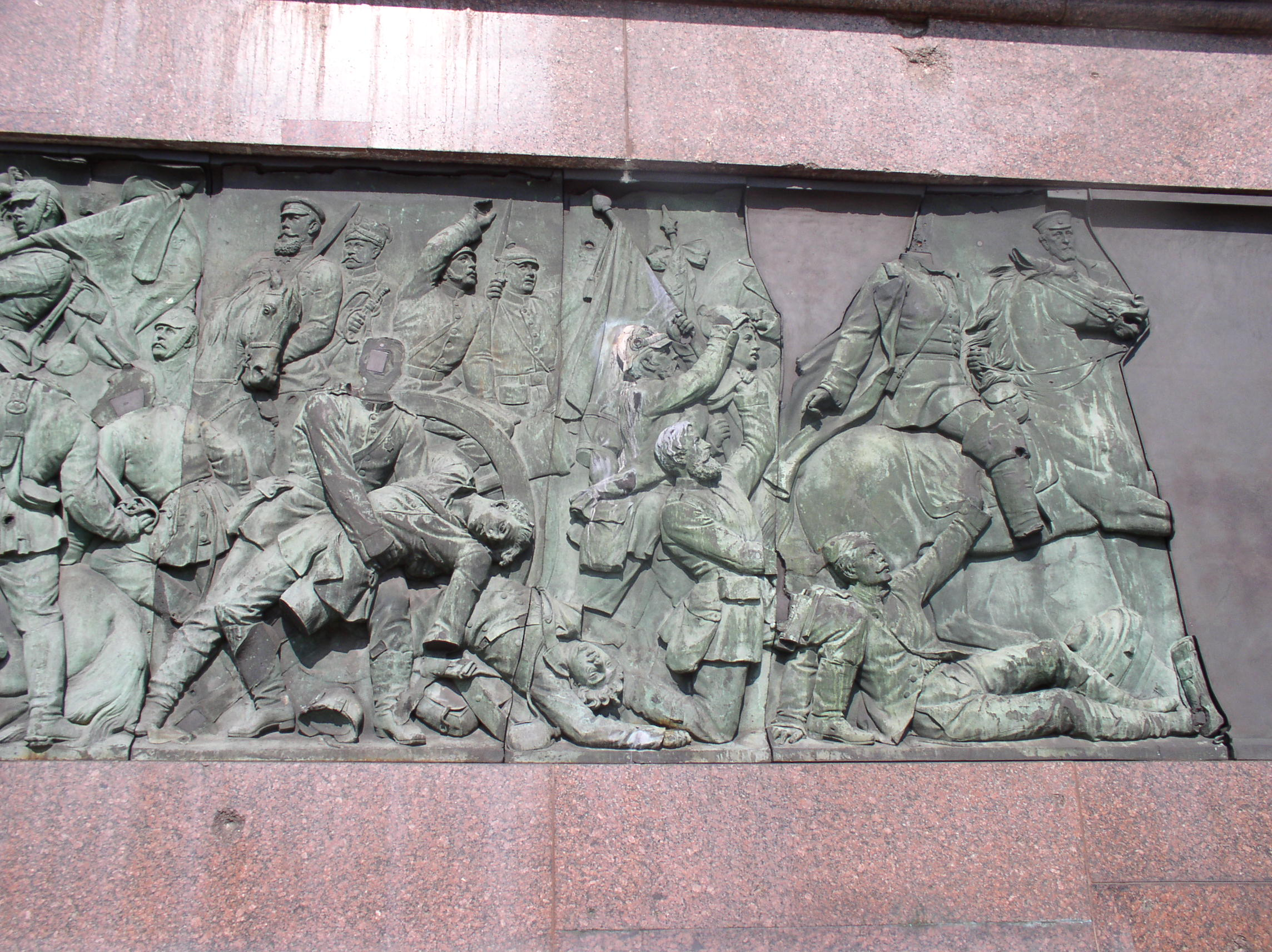
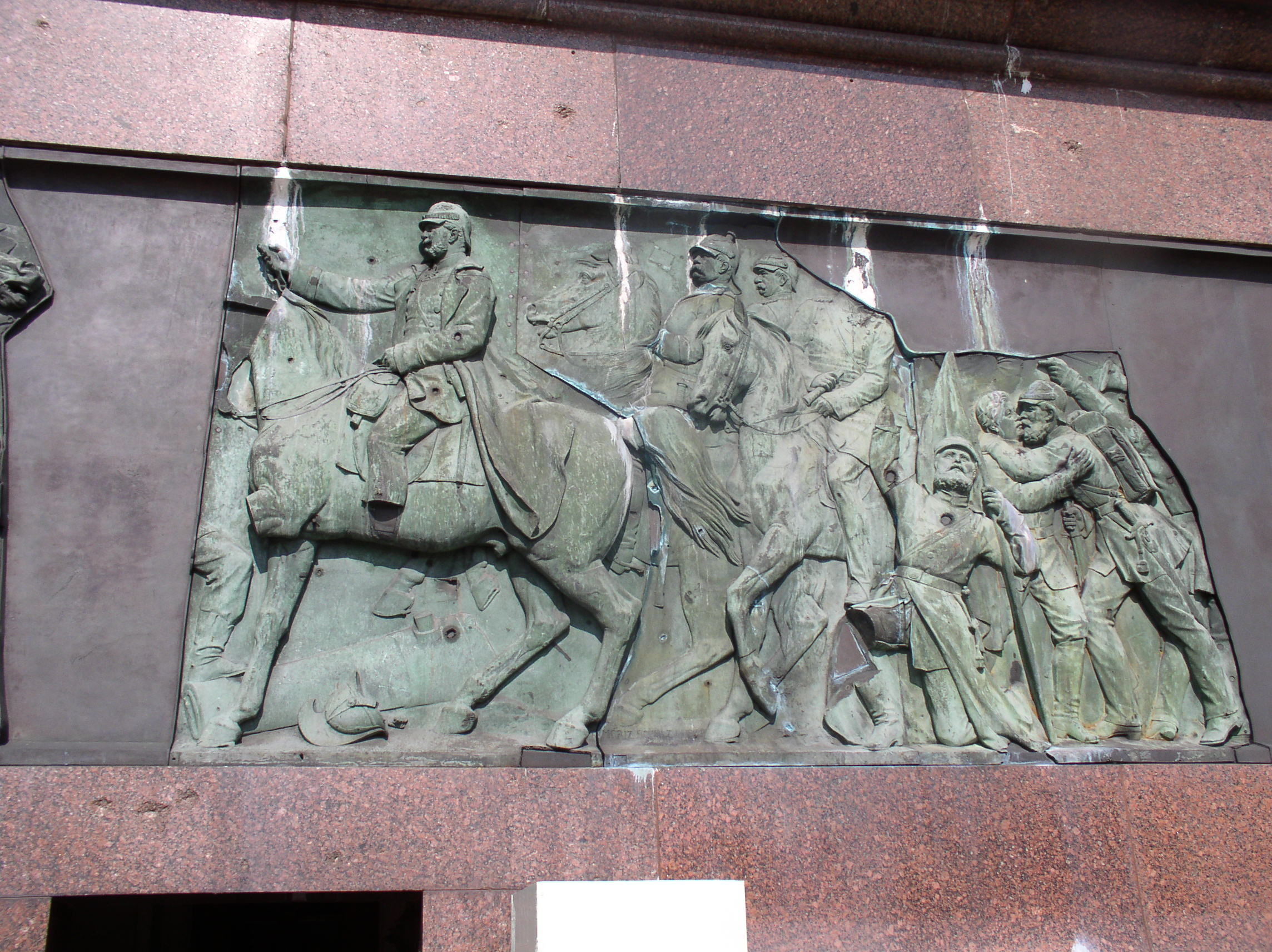